# Episodi di Un uomo in casa (prima stagione)
La prima stagione della serie televisiva Un uomo in casa (Man About the House) è andata in onda nel Regno Unito dal 15 agosto al 26 settembre 1973 sulla ITV.
In Italia, questa stagione è andata in onda su Rai 2 dal 7 al 15 novembre 1978 nel corso del programma-contenitore preserale Buonasera con... Renato Rascel. Nella prima trasmissione italiana, gli ultimi due episodi sono stati invertiti.
| nº | Titolo originale          | Titolo italiano              | Prima TV GB       | Prima TV Italia  |
| -- | ------------------------- | ---------------------------- | ----------------- | ---------------- |
| 1  | Three's a Crowd!          | In tre è già folla           | 15 agosto 1973    | 7 novembre 1978  |
| 2  | And Mother Makes Four     | E con mamma siamo in quattro | 22 agosto 1973    | 8 novembre 1978  |
| 3  | Some Enchanted Evening    | Una strana, magica sera      | 29 agosto 1973    | 9 novembre 1978  |
| 4  | And Then, There Were Two! | La terza incomoda            | 5 settembre 1973  | 10 novembre 1978 |
| 5  | It's Only Money!          | Una questione di soldi       | 12 settembre 1973 | 13 novembre 1978 |
| 6  | Match of the Day          | Un campione senza valore     | 19 settembre 1973 | 15 novembre 1978 |
| 7  | No Children, No Dogs      | Niente bambini, niente cani  | 26 settembre 1973 | [ 5 ]            |